# Iļja Vestermans
Iļja Vestermans (auch Ilja Westermann; * 15. Septemberjul. / 28. September 1915greg. in Ardatow; † 6. Juni 2005 in Boca Raton) war ein lettischer Fußballspieler. Vestermans galt als einer der besten und technisch versiertesten Spieler Lettlands in den 1930er Jahren und wurde besonders für seine Dribbling-Fähigkeiten geschätzt.

## Karriere und Leben
Iļja Vestermans wurde im Jahr 1915 während des Ersten Weltkriegs in Ardatow im zum Russischen Kaiserreich gehörenden Gouvernement Pensa in die Familie des Apothekers Jehuda (1880–?), der aus Jaunjelgava stammte, und seiner Frau Mirjam (geb. Sher, 1885–1941) geboren.  Sein Bruder Noja (1913–1942), war ebenfalls Fußballspieler und fiel im Zweiten Weltkrieg.
Er begann seine Fußballkarriere als Jugendspieler von Makkabi Riga. Im Jahr 1930 war er der jüngste Fußballspieler, der im Fußballverband der Region Riga spielte. 1933 schloss er sich Hakoah Riga an, der zuvor in die Virslīga, der höchsten lettischen Spielklasse aufgestiegen waren. In der Saison 1935 war er einer der besten Torschützen der Liga. Im Herbst 1935 kombinierte Vestermans Sport und Studium und ging nach Wien, wo er für Hakoah in der höchsten österreichischen Liga spielte. Vestermans absolvierte in der Saison 1935/36 insgesamt elf Ligaspiele und erzielte fünf Tore. Sein Debüt gab er am 10. November 1935 im Spiel gegen den First Vienna FC in der Österreichischen Meisterschaft das 2:2 endete. Vestermans erzielte dabei das 1:0-Führungstor. Seine Tore retteten Hakoah in dieser Spielzeit vor dem Abstieg. Zudem erreichte er mit dem Verein das Halbfinale im österreichischen Pokal. Vestermans war zu diesem Zeitpunkt neben Arvīds Jurgens (FK Austria Wien) und Leiba Kacs (SC Hakoah Wien) einer von drei lettischen Fußballspielern, die vor dem Zweiten Weltkrieg in Österreich spielten. Die Wiener hätten Vestermans gerne in ihren Reihen behalten, doch die nächste Station seiner Karriere verbrachte der Stürmer bei Maccabi Tel Aviv. Zusammen mit der palästinensischen Mannschaft unternahm er eine Tournee durch die USA, war aber ab 1937 erneut bei Hakoah Riga aktiv. In der Winterpause 1937/38 wechselte Vestermans zum professionellen französischen Fußballteam aus Paris Racing Club de France Football und spielte die restliche Saison in der höchsten französischen Liga zu Ende. Nach seiner Rückkehr aus Paris im Sommer oder Herbst 1938 war er kurzzeitig bei Hakoah Riga aktiv. In den 1940er Jahren spielte er in den USA in verschiedenen, meist von Einwanderern gegründeten Fußballvereinen in der American Soccer League. Vestermans reiste im Januar 1939 in die USA, nachdem er eine Einladung erhalten hatte, in der Fußballmannschaft von Philadelphia Passon zu spielen. Vermutlich traf Vestermans den Besitzer des Vereins während der Amerikatournee von Maccabi Tel Aviv. Aus Philadelphia wechselte Vestermans 1941 zu den New York Americans. Danach für Brooklyn Hispano spielend, gewann er 1943 und 1944 den US Open Cup. Später für das New York Electrical Workers Union Team und die Brooklyn Wanderers aktiv, musste Vestermans in der zweiten Hälfte der vierziger Jahre aufgrund einer Beinverletzung seine Fußballkarriere beenden.
Vestermans bestritt insgesamt 23 Länderspiele für die Lettische Fußballnationalmannschaft und erzielte dabei 13 Tore. Sein Debüt in der Nationalmannschaft gab er am 30. Mai 1935 beim 6:1-Sieg gegen Litauen bei dem ihm zwei Tore gelangen. Vestermans war der erste jüdische Fußballspieler der für die Nationalmannschaft des baltischen Staates spielte. In der Qualifikation zur Weltmeisterschaft 1938 erzielte Vestermans in beiden Spielen einen Treffer, als Lettland Litauen besiegte, und erzielte im entscheidenden Spiel um den WM-Platz das einzige Tor für Lettland gegen Österreich. Vestermans gewann mit der Nationalmannschaft 1936 und 1937 den Baltic Cup und war bei den Turnieren 1935 und 1937 Torschützenkönig. Vor Beginn der sowjetischen Besetzung Lettlands im Jahr 1940 war er der drittbeste Torjäger in der lettischen Nationalmannschaft, allerdings kam Vestermans weitaus seltener zum Einsatz als Ēriks Pētersons und Alberts Šeibelis.
In den USA wurde Vestermans wurde aufgrund einer Knieverletzung während seiner Fußballkarriere für untauglich für den Dienst in der US-Armee erklärt. Aus der Familie überlebte den Zweiten Weltkrieg neben Iļja Vestermans nur ein Cousin, der nach Australien ausgewandert war. Nach dem Ende seiner Fußballkarriere zog Vestermans in den US-Bundesstaat Florida. Er war Ladenbesitzer in Miami, wo er seine zukünftige Frau, eine 25 Jahre jüngere Tänzerin und spätere Ballettlehrerin, Barbara, kennenlernte. Die Familie hatte mit Gregory Noah und Eric Albert zwei Söhne. In den USA änderte Vestermans den Nachnamen auf West. In den 1970er Jahren ließ er sich mit seiner Familie vorübergehend in Paris nieder, wo er eine emotionale Begegnung mit seinem Freund Makss Levitanuss hatte, der zu diesem Zeitpunkt die Sowjetunion verlassen hatte und in Deutschland lebte. Später kehrte er in die Vereinigten Staaten zurück.